# Cerasus chichibuensis
Cerasus chichibuensis là loài thực vật có hoa trong họ Hoa hồng. Loài này được (H. Kubota & T. Moriya) Ohba mô tả khoa học đầu tiên năm 1992.